# Horário padrão da montanha
O horário padrão da montanha da América do Norte mantém o tempo subtraindo sete horas do Tempo Universal Coordenado (UTC) quando o horário padrão (UTC−07:00) está em vigor e subtraindo seis horas durante o horário de verão (UTC−06:00). A hora do relógio nesta zona é baseada na hora solar média no meridiano 105 a oeste do Observatório de Greenwich. Nos Estados Unidos, a especificação exata para a localização dos fusos horários e as linhas divisórias entre as zonas são definidas no Código de Regulamentações Federais em 49 CFR 71.
Nos Estados Unidos e no Canadá, esse fuso horário é chamado genericamente de Mountain Time (MT). Especificamente, é Mountain Standard Time (MST) ao observar o horário padrão e Mountain Daylight Time (MDT) ao observar o horário de verão. O termo refere-se às Montanhas Rochosas, que vão da Colúmbia Britânica ao Novo México. No México, esse fuso horário é conhecido como tiempo de la montaña ou zona Pacífico ("Zona do Pacífico"). Nos Estados Unidos e no Canadá, o fuso horário da montanha fica a leste do fuso horário do Pacífico e a oeste do fuso horário central.
Em algumas áreas, a partir de 2007, o horário local muda de MST para MDT às 2 am MST para 3 am MDT no segundo domingo de março e retorna às 2 am MDT para 1 am MST no primeiro domingo de novembro.
Sonora no México e a maior parte do Arizona nos Estados Unidos não observam o horário de verão (DST) e durante os meses de primavera, verão e outono eles coincidem com o horário de verão do Pacífico. A Nação Navajo, a maior parte da qual fica no Arizona, mas se estende até Utah e Novo México (que observa o horário de verão), observa o horário de verão, embora a Reserva Hopi, bem como alguns escritórios do estado do Arizona situados na Nação Navajo, não o façam.
A maior cidade no fuso horário da montanha é Phoenix, Arizona; a área metropolitana de Phoenix é a maior área metropolitana da zona.

## Canadá
Uma província e um território estão totalmente contidos no fuso horário da montanha:
- Alberta
- Yukon (sem horário de verão)

Em 24 de setembro de 2020, Yukon mudou para o horário padrão da montanha durante todo o ano. Portanto, os relógios em Yukon e Alberta são os mesmos no inverno, e Alberta está uma hora adiantado no verão. Anteriormente, o território usava o fuso horário do Pacífico com horário de verão: UTC-8 no inverno e UTC-7 no verão.
Uma província e um território são divididos entre o fuso horário da montanha e o fuso horário do Pacífico:
- Colúmbia Britânica – regiões nordeste e sudeste
- Territórios do Noroeste – Tungsten, Territórios no Noroeste

Um território e uma província são divididos entre o fuso horário da montanha e o fuso horário central:
- Nunavut : Região de Kitikmeot
- Saskatchewan : Lloydminster e arredores

## México
Os seguintes estados têm o mesmo horário do fuso horário da montanha :
- Baja California Sur
- Nayarit : exceto o município de Bahía de Banderas, que usa o Fuso Horário Central.
- Sonora : sem horário de verão, sempre no MST.
- Sinaloa
- Ilhas Revillagigedo ( Colima ): três das quatro ilhas têm o mesmo fuso horário da montanha: Ilha Socorro, Ilha San Benedicto e Roca Partida.

## Estados Unidos
Seis estados estão totalmente contidos no fuso horário da montanha :
- Colorado
- Montana
- Novo México
- Utah
- Wyoming
- Arizona (não usa horário de verão exceto para Nação Navajo)

Três estados estão divididos entre o fuso horário da montanha e o fuso horário do Pacífico. Os seguintes locais seguem o horário da montanha:
- Idaho : Sul de Idaho
- Oregon : a maior parte do condado de Malheur
- Nevada : West Wendover

Cinco estados estão divididos entre o fuso horário da montanha e o fuso horário central. Os seguintes locais seguem o horário da montanha :
- Kansas : Condados de Sherman, Wallace, Greeley e Hamilton
- Nebraska : um terço ocidental
- Dakota do Norte : os condados do canto SW ( Adams, Billings, Bowman, Golden Valley, Grant, Hettinger, Slope, Stark ) observam o MST. Os condados de McKenzie, Dunn e Sioux são divididos.
- Dakota do Sul : metade ocidental
- Texas : El Paso, Hudspeth e noroeste dos condados de Culberson

## Principais áreas metropolitanas
A seguinte é uma lista das cidades principais dentro da zona de horário de montanha, por ordem alfabética.
- Albuquerque, New Mexico
- Arvada, Colorado
- Aurora, Colorado
- Billings, Montana
- Boise, Idaho
- Boulder, Colorado
- Calgary, Alberta
- Centennial, Colorado
- Chandler, Arizona
- Cheyenne, Wyoming
- Chihuahua, Chihuahua
- Ciudad Juárez, Chihuahua
- Ciudad Obregón, Sonora
- Colorado Springs, Colorado
- Culiacán, Sinaloa
- Denver, Colorado
- Edmonton, Alberta
- El Paso, Texas
- Flagstaff, Arizona
- Fort Collins, Colorado
- Gilbert, Arizona
- Glendale, Arizona
- Greeley, Colorado
- Hermosillo, Sonora
- La Paz, Baja California Sur
- Lake Havasu City, Arizona
- Lakewood, Colorado
- Lethbridge, Alberta
- Los Mochis, Sinaloa
- Mazatlán, Sinaloa
- Missoula, Montana
- Nogales, Sonora
- Peoria, Arizona
- Phoenix, Arizona
- Provo, Utah
- Pueblo, Colorado
- Rapid City, South Dakota
- Red Deer, Alberta
- Salt Lake City, Utah
- San Luis Río Colorado, Sonora
- Surprise, Arizona
- Tempe, Arizona
- Tepic, Nayarit
- Tucson, Arizona
- West Jordan, Utah
- West Valley City, Utah
- Westminster, Colorado
- Yuma, Arizona